# Stojan Kolew
Stojan Kolew Petrow (bulgarisch Стоян Колев Петров, wiss. Transliteration Stojan Kolev Petrov; * 3. Februar 1976 in Sliwen) ist ein ehemaliger bulgarischer Fußballspieler. Er bestritt insgesamt 273 Spiele in der bulgarischen A Grupa und der rumänischen Liga 1. Mit ZSKA Sofia gewann er in der Saison 2002/03 die bulgarische Meisterschaft.

## Erfolge
- Bulgarischer Meister: 2003